# Chiesa di San Giacomo (Collesano)
La chiesa di San Giacomo è un edificio religioso di Collesano.

## Storia
Edificata alla fine del Quattrocento, dell'impianto originario conserva il bel portale gotico-catalano. Interessanti sono la statua lignea di san Nicola di Bari e gli affreschi di Giuseppe Salerno (1614). In essa si riunivano i consulenti civici per fissare le mete dei prodotti locali (frumento, mosto, orzo e seta). La fontana "Due cannoli", addossata alla chiesa, fu collocata nel 1877, più in basso rispetto alla piazza.

## Opere
- 1614, Ciclo, affreschi parietali raffiguranti l'Apostolato e la Madonna con bambino, opere realizzate da Giuseppe Salerno.
- XVII secolo primi decenni, San Francesco d'Assisi, statua lignea, opera di ignoto autore.
- XVII secolo prima metà, Crocifisso, opera dell'ambito dei Matinati.
- 1619, San Giacomo il Maggiore, statua lignea, opera Giovan Paolo Del Duca.